# Lovitură de stat
Lovitură de stat (din franceză coup  d'État) sau puci (din germană Putsch) se numește o răsturnare bruscă și neconstituțională a puterii legitime a unui stat, impusă prin surpriză de o minoritate, de obicei formată din ofițeri  militari sau comandanți paramilitari aparținând aceluiași stat, folosind forța. Această preluare a puterii se face în afara cadrului legal constituțional și are ca scop răsturnarea guvernului legitim. Lovitura de stat poate fi o etapă premergătoare a unei revoluții sau poate să fie o simplă schimbare de palat. Există mai multe tipuri de lovituri de stat în funcție de  clasa căreia îi aparțin puciștii, în funcție de schimbările produse de puci precum și în funcție de modul de executare. Există mai multe tipuri de revoluții, care sunt începute prin lovituri de stat. O revoluție implică o schimbare deseori bruscă și fundamentală a unei societăți și de aceea necesită în prealabil o lovitură de stat.  

## Revoluție plus lovitură de stat
O trecere a unei armate de partea unei revoluții se numește lovitură de stat militară sau puci dacă puterea este preluată exclusiv de un grup militar și pentru că se face împotriva guvernului legitim și a puterii existente și în folosul unei puteri noi, revoluționare. 

## Lovitură de palat
O formă de lovitură de stat este și "lovitura de palat", care totuși se realizează departe de ochii și urechile mulțimii, aparține de regulă unei facțiuni aflate la putere, un partid dominant sau o "tabără" politică, apropiată grupului conducător, uneori chiar din cadrul grupului, și se bazează pe relații hegemonice și influență a unor comandanți ai armatei sau serviciilor secrete câștigați de grupul complotist activ.
În cartea sa Coup d'État: A Practical Handbook (Lovitura de stat: un manual practic), Edward Luttwak sintetizează: O lovitură de stat se realizează prin infiltrarea unui segment mic, dar de importanță extremă, a aparatului de stat, care apoi este folosit pentru a prelua controlul de la guvern și a-l îndepărta de la putere. Prin urmare, folosirea puterii militare nu reprezintă un element definitoriu al loviturii de stat.
Dacă este vorba de încercarea unui grup politic militar de a răsturna prin violență un regim politic sau o ordine statală, se folosește preponderent termenul de puci. 

## Pronunciamiento
Pronunciamiento (proclamație) este un termen spaniol pentru un tip special de lovitură de stat. Lovitura de stat (în spaniolă golpe de estado) a fost mult mai comună în Spania și America de Sud, în timp ce pronunciamiento a fost mai comun în America Centrală și Mexic. Pronunciamiento este o explicație formală pentru a demite guvernul, justificând instalarea noului guvern care se efectuează prin golpe de estado. O ,,revoltă a barăcilor” sau cuartelazo este alt termen pentru o revoltă militară, format din termenul spaniol cuertel (sfert sau barăci). Garnizoanele militare specifice sunt factorul care stârnește o revoltă militară mai mare împotriva guvernului.
Un singur autor a făcut distincția dintre o lovitură de stat și un pronunciamiento. O lovitură de stat este militară, paramilitară, sau facțiunile din opoziție demit guvernul și își asumă puterea, în timp ce, în pronunciamiento, militarii demit guvernul actual și instalează un guvern (aparent) civil.